# Seznam viennských biskupů a arcibiskupů
Seznam biskupů a arcibiskupů ve Vienne zahrnuje všechny představitele diecéze ve Vienne založené ve 2. století a povýšené v 5. století na arcibiskupství. Diecéze byla zrušena v roce 1790 a posléze připojena ke Grenoblu.
- sv. Crescentius
- sv. Zacharie
- sv. Martin
- sv. Vère I.
- sv. Justus
- sv. Denys
- sv. Paracodus (cca 235)
- sv. Vère II. (cca 314)
- sv. Nectarius (cca 356)
- sv. Florentius I. (cca 374)
- sv. Lupicinus
- sv. Simplicius (cca 400–cca 420)
- sv. Paschasius
- sv. Claudius (cca 440)
- sv. Nizier (cca 449) (první arcibiskup)
- sv. Florentius II.
- sv. Mamert (cca 462–475 nebo 476)
- sv. Isicius I. (476–?)
- sv. Avitus (494–518)
- sv. Julian (cca 520–cca 530)
- sv. Domnin
- sv. Pantagathius (cca 538?)
- sv. Isicius II. (cca 545–cca 565)
- sv. Naamat (559)
- sv. Philipp (cca 567–cca 580)
- sv. Evancius (cca 580–586)
- sv. Vère III. (586–cca 590)
- sv. Desiderius (595–cca 603)
- sv. Domnolius (603–620?)
- sv. Etherius
- sv. Clarentius
- sv. Syndulphus
- sv. Landalenus (cca 625–cca 650)
- sv. Edictus
- sv. Caldeoldus (cca 650–cca 665)
- sv. Bobolinus I.
- sv. Deodatus
- sv. Blidramnus (cca 675–cca 680)
- sv. Agrat (cca 690)
- sv. Georg (cca 699)
- sv. Éoalde (cca 700–cca 715)
- sv. Bobolinus II. (718?)
- sv. Austrebert (719–cca 742)
- sv. Wilicaire (cca 742–cca 752)
- Procule
- Bertéric (767–cca 790)
- sv. Ursion (cca 790–cca 796)
- sv. Wolfère (Wulfer) (cca 797–810)
- sv. Bernhard (cca 810–cca 841)
- Agilmar (841–859)
- sv. Ado (859–875)
- Ottramne (876–cca 885)
- Barnoin (Bernoin) (886–cca 899)
- Rainfroi (899–907)
- Alexander I. (908–926)
- Sobon (927–950?)
- sv. Théobald (cca 970?–1001)
- Bienheureux Burchard (cca 1010–cca 1030)
- Léger (1030–1070)
- Armand (1070–1076)
- Warmond (1077–1081)
- Gontard (1082–1084)
- Guido (1088–1119)
- Pierre I. (1121–1125)
- Stephan I. (cca 1125–cca 1145)
- Humbert I. D'Albon (1146–1147)
- Hugo I. (cca 1148–1155)
- Stephan II. (cca 1155–1163)
- Guillaume de Clermont (1163–1166?)
- Robert de La Tour du Pin (cca 1170–1195)
- Aynard de Moirans (1195–cca 1205)
- Humbert II. (1206–1215)
- Bournon (1216–1218)
- Jean de Bernin (1218–1266)
- Guy d'Auvergne de Clermont (cca 1268–1278)
- Guillaume de Livron (1283–cca 1305)
- Briand de Lavieu 1306–1317)
- Simon d'Archiac (1319–1320), kardinál
- Guillaume de Laudun (1321–1327)
- Bertrand de La Chapelle (1327–1352)
- Pierre Bertrand (1352–1362)
- Pierre de Gratia (1362–1363)
- Louis de Villars (1363–1377)
- Humbert de Montchal (1377–1395)
- Thibaud de Rougemont (1395–1405)
- Jean de Nant (1405–1423)
- Jean de Norry (1423–1438)
- Geoffroy Vassal (1440–1444)
- Jean Gérard de Poitiers (1448–cca 1452)
- Jean du Chastel (1452–1453)
- Antoine de Poisieu (1453–1473)
- Guy de Poisieu (1473–1480)
- Astorge Aimery (1480–1482)
- Ângelo Catho de Supino (1482–1495)
- Antoine de Clermont (1496–1506)
- Frédéric de Saint-Severin (1506–1515), kardinál
- Alexandre de Saint-Severin (1515–1527)
- Scaramuccia Trivulzio (1527)
- Pierre Palmier (1528–1554)
- Charles de Marillac (1557–1560)
- Jean de La Brosse (1561–1567 nebo 1569)
- Vespasien Gribaldi (1569–1575)
- Pierre de Villars I. (1576–1587)
- Pierre de Villars II. (1587–1598)
- Jérôme de Villars (1598–1626)
- Pierre de Villars III. (1626–1662)
- Henri de Villars (1662–1693)
- Armand de Montmorin de Saint-Hérem (1694–1713)
- François de Bertons de Crillon (1714–1720)
- Henri Oswald de la Tour d'Auvergne (1721–1745)
- Christophe de Beaumont (1745–1746)
- Jean d'Yse de Saléon (1747–1751)
- Guillaume d'Hugues (1751–1774)
- Jacques de Condorcet (1754)
- Jean-Georges Lefranc de Pompignan (1774–1789)
- Charles François d'Aviau du Bois-de-Sanzay (1790–1801) (ústavní biskup)